# Microserica nigrosuturata
Microserica nigrosuturata är en skalbaggsart som beskrevs av Moser 1911. Microserica nigrosuturata ingår i släktet Microserica och familjen Melolonthidae. Inga underarter finns listade i Catalogue of Life.